# زیبارنگ موطلایی
زیبارنگ موطلایی یا کالیکروما آریکوموم (Callichroma auricomum) گونه‌ای سوسک است که در سال ۱۷۶۷ توسط کارل لینه توصیف علمی شد. زیستگاه این گونه در کلمبیا، اکوادور، پرو، برزیل، گینه، گویان فرانسه، سورینام و  بولیوی می‌باشد.